# Éric Marquis
Éric Marquis est un ancien international français de rink hockey évoluant à La Vendéenne La Roche sur Yon. Salarié de la FFRS, en 2016 il occupe le poste de directeur technique de la section rink hockey et d'entraineur nationale des équipes juniors et jeunesses.

## Parcours sportif
Il participe à de nombreux championnat du monde avec la sélection française entre 1974 et 1986. Lors du mondial en 1982, il marque 49 buts.